# Margareta Risek
Margareta Risek (* 11. Mai 1994) ist eine kroatische Leichtathletin, die sich auf den Sprint spezialisiert hat.

## Sportliche Laufbahn
Erste internationale Erfahrungen sammelte Margareta Risek im Jahr 2020, als sie bei den Balkan-Meisterschaften in Cluj-Napoca in 12,18 s den sechsten Platz im 100-Meter-Lauf belegte. Im Jahr darauf schied sie bei den Balkan-Hallenmeisterschaften in Istanbul mit 7,70 s im Vorlauf über 60 Meter aus und im Juni verpasste sie bei den Freiluftmeisterschaften in Smederevo mit 12,23 s den Finaleinzug über 100 Meter. Auch bei den Balkan-Meisterschaften 2022 in Craiova kam sie mit 12,12 s nicht über den Vorlauf über 100 Meter hinaus, belegte aber mit der kroatischen 4-mal-100-Meter-Staffel in 46,48 s den sechsten Platz.
In den Jahren 2020 und 2021 wurde Risek kroatische Meisterin im 100-Meter-Lauf sowie 2022 in der 4-mal-100-Meter-Staffel. Zudem wurde sie 2021 Hallenmeisterin im 60-Meter-Lauf.

## Persönliche Bestleistungen
- 100 Meter: 11,89 s (+1,5 m/s), 11. Juni 2022 in Zagreb
  - 60 Meter (Halle): 7,58 s, 27. Februar 2021 in Zagreb
- 200 Meter: 24,73 s (+0,5 m/s), 12. Juni 2022 in Zagreb